# Stegana nainitalensis
Stegana nainitalensis är en tvåvingeart som beskrevs av Singh och Fartyal 2002. Stegana nainitalensis ingår i släktet Stegana och familjen daggflugor. Inga underarter finns listade i Catalogue of Life.